# Pseudaulacaspis nishikigi
Pseudaulacaspis nishikigi är en insektsart som först beskrevs av Hiroshi Kanda 1941.  Pseudaulacaspis nishikigi ingår i släktet Pseudaulacaspis och familjen pansarsköldlöss.
Artens utbredningsområde är Sydkorea. Inga underarter finns listade i Catalogue of Life.